# 黒竜江嫩江聯合省
黒竜江嫩江聯合省（こくりゅうこう-ねいこう-れんごうしょう）は中華民国末期に中国共産党が設置した中国共産党革命根拠地。一般に黒嫩省の略称が使用された。

## 歴史
1947年2月2日、チチハル市で開催された東北行政委員会は第13次常務委員会議で黒竜江及び嫩江で両省の合併が決定し黒竜江嫩江聯合省（黒嫩省）が成立した。黒嫩省は1市、38県、3旗を管轄、下部に5専区を設置した。
1947年9月16日、東北行政委員会は両省の分割を決定、安達県が嫩江省に移管された以外は旧制度に戻され、同時に第一、第二、第三、第四専区は廃止され、第五専区は黒河専区と改称され黒竜江省の管轄とされた。

## 行政区画
- 第一専区:北安県、徳都県、依安県、拝泉県、克山県、克東県、通北県、海倫県、綏棱県、慶安県、鉄驪県、綏化県、通肯県、綏東県
- 第二専区:竜江県、嫩江県、訥河県、富裕県、甘南県、景星県、泰来県、竜東県、伊克明安旗
- 第三専区:青岡県、望奎県、明水県、林甸県、安達県、蘭西県
- 第四専区:肇州県、扶余県、肇東県、杜爾伯特旗、郭爾羅斯後旗
- 第五専区:璦琿県、呼瑪県、漠河県、遜克県、烏雲県、孫呉県

## 設置
1947年2月2日、黒竜江省と嫩江省が合併し黒竜江嫩江聯合省が成立。

## 廃止
1947年9月16日、黒竜江省と嫩江省に分割される。